# ستيوارت بي. كارتر
ستيوارت بي. كارتر (بالإنجليزية: Stuart B. Carter)‏ هو سياسي أمريكي، ولد في 25 أبريل 1906 في فيلادلفيا في الولايات المتحدة، وتوفي في 12 يونيو 1983 في روانوك في الولايات المتحدة. انتخب عضو مجلس ولاية فرجينيا.